# Уджарма
Уджарма (груз. უჯარმა) — село в современной Грузии. 
Село находится в Сагареджойском муниципалитете края Кахетия. Высота над уровнем моря составляет 770 метров. Население — 445 человек (2014 год).

## История
В античные времена здесь был город на границе Кахетии с Кавказской Албанией. Из кедра, славного по языческому суеверию и служившего красою для города, в основание рождающейся православной церкви, по указанию Святой Нины, сложены четыре креста, из коих четвертый был поставлен в Уджарме.
В средние века — важный политический центр, резиденция царей Вахтанга Горгасали и Дачи. Возле Уджармы произошла битва на Самгорском поле, которая традиционно датируется 502 годом.
На начало XX столетия, в 30 верстах от Тифлиса, близ села Уджарма, находилось богатая залежь мирабилита, представляющая высохшее озеро; она занимала площадь в 12 000 квадратных саженей, и толщина слоя была около 17 фт.. Соль была прикрыта слоем песчаной глины в один — 15 фт. толщиной, запас её был определён до 11 ½ миллионов пудов.
Также в урочище Уджарма, существовала добыча глауберовой соли (в 1898 году было добыто 100 000 пудов).